# Saint-Laurent-d’Arce
Saint-Laurent-d’Arce ist eine französische Gemeinde mit 1553 Einwohnern (Stand 1. Januar 2022) im Département Gironde der Region Aquitanien. Sie gehört zum Arrondissement Blaye und zum Kanton Le Nord-Gironde.

## Etymologie
Der Name „Arce“ kommt von dem Wort „Arx“, was so viel bedeutet wie Festung.

## Geografie
Die ländliche Gemeinde Saint-Laurent-d’Arce liegt etwa dreißig Kilometer nordwestlich von Bordeaux.

### Nachbargemeinden
|                     | Cézac                                       | Tauriac |
| Prignac-et-Marcamps | Kompassrose, die auf Nachbargemeinden zeigt | Peujard |
|                     | Saint-Gervais                               |         |

## Geschichte
Funde von Klingen und Pfeilspitzen belegen eine Besiedelung von Neandertalern und Cro-Magnon-Menschen seit vorgeschichtlicher Zeit, der Mittleren Altsteinzeit (90.000 Jahre v. Chr.). Im Mittelalter sind zwei romanische Kirchen nachgewiesen.

### Bevölkerungsentwicklung
| Jahr                       | 1962 | 1968 | 1975 | 1982 | 1990 | 1999 | 2007 | 2017 |
| Einwohner                  | 703  | 782  | 877  | 1020 | 1140 | 1057 | 1289 | 1449 |
| Quellen: Cassini und INSEE |      |      |      |      |      |      |      |      |

## Baudenkmäler
Siehe: Liste der Monuments historiques in Saint-Laurent-d’Arce

## Gemeindepartnerschaften
Die Gemeinde Saint-Laurent-d’Arce hält seit 1980 eine Partnerschaft mit der deutschen Stadt Klingenberg am Main sowie seit 1992 mit der Gemeinde Sant Llorenç d’Hortons im Nordosten Spaniens.